# Phoroncidia oahuensis
Phoroncidia oahuensis är en spindelart som först beskrevs av Simon 1900.  Phoroncidia oahuensis ingår i släktet Phoroncidia och familjen klotspindlar. Inga underarter finns listade i Catalogue of Life.